# Laliderer Wände

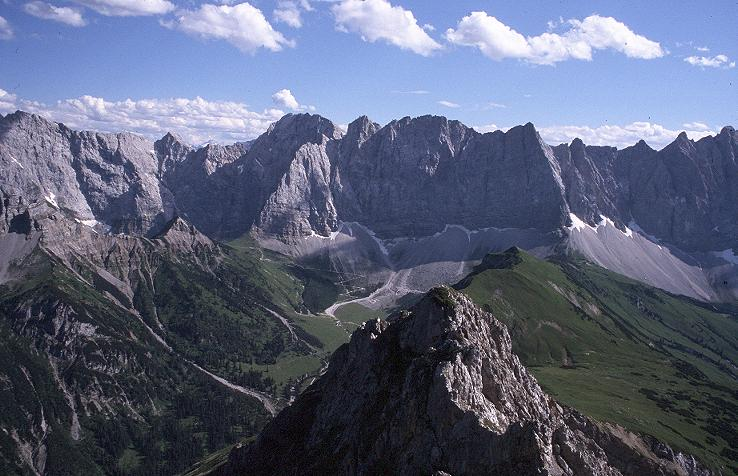
Die Laliderer Wände, gesehen von Norden aus ca. 15 km Entfernung

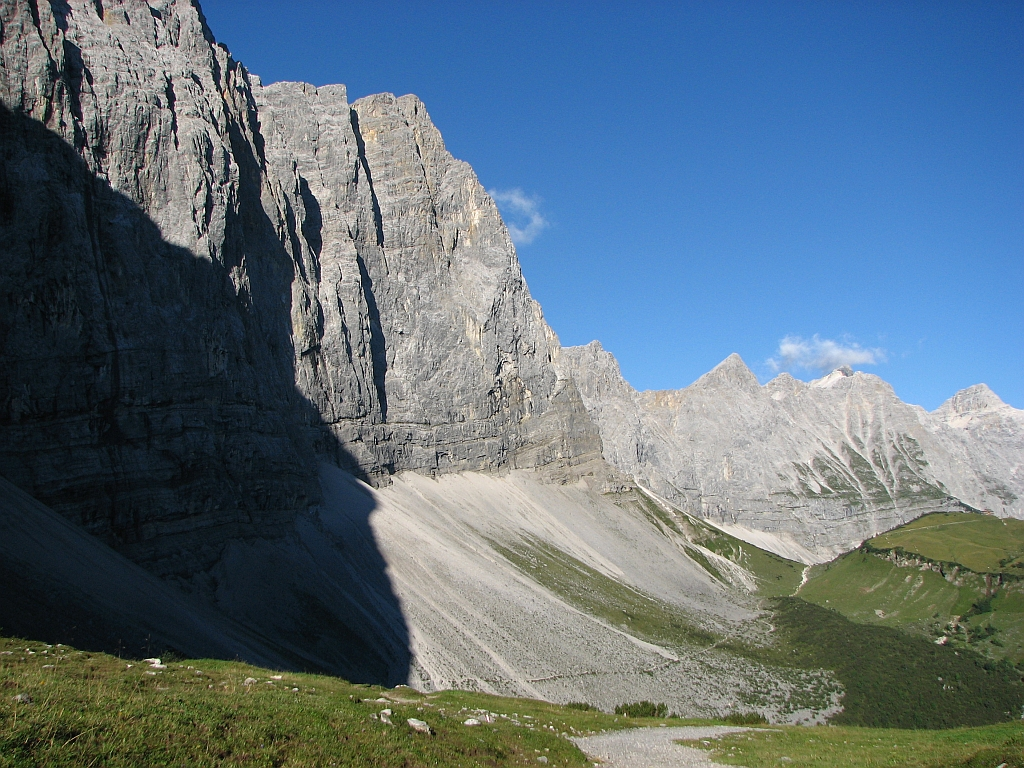
Die Laliderer Wand vom Hohljoch

Die Laliderer Wände sind eine aufeinanderfolgende Reihe fast senkrechter Felswände in der Hinterautal-Vomper-Kette im Zentrum des Karwendels und eines der bekanntesten Klettergebiete der Nördlichen Kalkalpen. Die Wände sind etwa 900 Meter hoch und reichen bis knapp unter die Gipfelbereiche von Laliderer Spitze (2588 m ü. A.) und Grubenkarspitze (2663 m ü. A.). Der höchste Punkt – als Laliderer Wand bezeichnet – liegt auf 2620 m ü. A. (nach anderen Angaben auf 2615 m ü. A.), etwas östlich davon die Dreizinkenspitze (2603 m ü. A.).
Einige anspruchsvolle Kletterrouten (Grade etwa IV bis VIII) führen durch die dunklen Nordwände, die aus der Nähe nicht ganz so glatt sind, wie sie von unten erscheinen. Um vor häufigen Wetterumschwüngen in den wasserlosen Gipfelregionen zu schützen, wurde in den 1990ern etwa 50 Höhenmeter südlich unter dem Gipfel der Laliderer Spitze eine moderne Biwakschachtel errichtet (Lalidererspitzen-Biwak).
Ein viel begangener Wanderweg, der von Scharnitz durch das Karwendeltal über die Falkenhütte zum Großen Ahornboden und weiter zum Achensee verläuft, führt direkt am Fuß der Lalidererwände vorbei. Dabei hört man an schönen Sommertagen eine Art singendes Läuten, dessen Herkunft dem Bergwanderer zunächst unklar ist. Es ist das vielschichtig vermischte Echo der Schaf- und Kuhglocken von der Lalidersalm.